# Alpine (New Jersey)
Alpine ist eine Stadt im Bergen County des Bundesstaats New Jersey in den USA. Das U.S. Census Bureau hat bei der Volkszählung 2020 eine Einwohnerzahl von 1.762 ermittelt.

## Geographie
Nach dem United States Census Bureau hat die Stadt eine Gesamtfläche von 23,8 km², davon 16,5 km² Land- und 7,3 km² (30,75 %) Wasserfläche.

## Geschichte
Drei Bauwerke und Stätten des Orts sind im National Register of Historic Places (NRHP) eingetragen (Stand 24. Oktober 2018), Blackledge-Kearney, der Upper Closter-Alpine Historic District und das William A. Wittmer Lustron House.

## Demographie
Nach der Volkszählung von 2000 gibt es 2.183 Menschen, 708 Haushalte und 623 Familien in der Stadt. Die Bevölkerungsdichte beträgt 132,5 Einwohner pro km². 77,37 % der Bevölkerung sind Weiße, 1,51 % Afroamerikaner, 0,23 % amerikanische Ureinwohner, 19,10 % Asiaten, 0,05 % pazifische Insulaner, 0,32 % anderer Herkunft und 1,42 % Mischlinge. 2,52 % sind Latinos unterschiedlicher Abstammung.
Von den 708 Haushalten haben 36,3 % Kinder unter 18 Jahre. 79,8 % davon sind verheiratete, zusammenlebende Paare, 4,8 % sind alleinerziehende Mütter, 12,0 % sind keine Familien, 9,9 % bestehen aus Singlehaushalten und in 4,2 % Menschen sind älter als 65. Die Durchschnittshaushaltsgröße beträgt 3,08, die Durchschnittsfamiliengröße 3,24.
24,7 % der Bevölkerung sind unter 18 Jahre alt, 5,4 % zwischen 18 und 24, 20,9 % zwischen 25 und 44, 34,2 % zwischen 45 und 64, 14,8 % älter als 65. Das Durchschnittsalter beträgt 44 Jahre. Das Verhältnis Frauen zu Männer beträgt 100:102,3, für Menschen älter als 18 Jahre beträgt das Verhältnis 100:94,8.
Das jährliche Durchschnittseinkommen der Haushalte beträgt 130.740 USD, das Durchschnittseinkommen der Familien 134.068 USD. Männer haben ein Durchschnittseinkommen von 87.544 USD, Frauen 45.536 USD. Der Prokopfeinkommen der Stadt beträgt 76.995 USD. 6,2 % der Bevölkerung und 5,4 % der Familien leben unterhalb der Armutsgrenze, davon sind 8,5 % Kinder oder Jugendliche jünger als 18 Jahre und 6,4 % der Menschen sind älter als 65.

## Besonderheiten
Im Gebiet der Stadt befindet sich der Alpine Tower, der im Rahmen der Einführung des UKW-Rundfunks errichtet wurde.